# Grdelica
Grdelica (în sârbă Грделица) este un oraș din sudul Serbiei. Este situat în comuna Leskovac, în districtul Jablanica. La recensământul din 2011, populația totală a orașului a fost de 3.194 de persoane. Pentru recensământ, Grdelica a fost împărțită în două părți adiacente, sudul „orașul Grdelica” (Grdelica varoš ; populație 2,136) și nordul „satul Grdelica” (Grdelica selo; 1.058).
Grdelica se află lângă râul Morava de Sud, pe terenul montan de la intrarea în Cheile Grdelica. Se află pe o importantă rută de transport, pe principalul coridor rutier și feroviar care leagă Serbia cu Macedonia de Nord și Grecia. În 2016, secțiunea din jurul orașului Grdelica a fost ultima parte construită a autostrăzii A1. 
Este cea mai mare așezare de pe drumul de la Leskovac la Vranje și a fost un sediu al unei comune până când a fost absorbită de comuna Leskovac în anii 1960, în perioada Iugoslaviei socialiste. 
Grdelica are un stadion de fotbal (numele echipei de fotbal este "FK Jedinstvo"), un teren de baschet și o piscină. Aici se află Școala Primară „Desanka Maksimović”. Fabrica de mobilă „Danilo Bošković” și „Industria textilă Grdelica (TIG)” sunt două fabrici majore ale orașului. 
Aici se află  Biserica Sfântului Ioan Botezătorul din Grdelica (în sârbă Црква Светог Јована Крститеља у Грделици). A fost construită pe malul drept al râului Morava de Sud și la gura râului Kozarak, cel mai mare afluent din Cheile Grdelica. Biserica este opera lui Momir Korunovic, un important arhitect sârb al secolului al XX-lea.

## Etimologie
Grdelica a fost numită după așezarea fortificată din dealul Kale, care a fost numită Orașul Jelica. Acest nume a fost prescurtat pentru prima oară la Gradelica pentru a deveni în cele din urmă Grdelica. Resturile acestei așezări fortificate sunt vizibile și astăzi.

## Istorie
A făcut parte dintr-o cultură din epoca fierului, cu obiecte din ceramică din secolul al VIII-lea î.Hr. găsite în râul din aval.
Teritoriul orașului de azi aparținea statului sârb medieval din timpul lui Ștefan Nemanja (domnie 1165-1195), care a preluat această regiune de la Imperiul Bizantin.
În timpul stăpânirii otomane, a existat o așezare pe teritoriul Grdelica de azi, numită Derven, care în limba turcă înseamnă râpă, defileu. Chiar și astăzi, o parte din Grdelica se numește Derven.
În timpul bombardamentului NATO din Iugoslavia, Leskovac și împrejurimile sale (din care face parte și Grdelica) au fost bombardate aproape zilnic. Cu această ocazie, la 12 aprilie 1999, un pod feroviar de lângă Cheile Grdelic (Grdelička klisura) și un tren de pasageri, care traversa podul, au fost puternic lovite. Zeci de civili au fost uciși în acest atac.

## Geografie
Se află la intrarea în Cheile Grdelica, în partea sa nordică, la o altitudine de 225 m. Este situat pe artera principală Moravian-Vardar, de calea ferată și autostradă. La 17 km nord de Grdelica se află Leskovac, la 11 km sud se află Predejane, iar la est  la 13 km se află Vlasotince. Deasupra orașului Grdelica se află un deal, Kale, în formă de cupolă, cu o fostă fortificație, la 361 m înălțime.
În estul orașului, la câteva sute de metri în amonte de râul Kozarac, se află satul Grdelica, la sud se află satul Bojišina, iar pe dealul de deasupra orașului se află cătunul Dedina Bara, care timp îndelungat a fost sediul comunei Grdelica.